# Halbturn (zámek)
Zámek Halbturn (německy Schloss Halbturn) je barokní zámek v obci Halbturn v Burgenlandu.

## Dějiny
Zámek byl vystavěn v letech 1701 až 1711 podle návrhu Johanna Lucase von Hildebrandta jako lovecký zámek pro císaře Karla VI. Za panování jeho dcery Marie Terezie byl přestavěn dvorním stavitelem Františkem Antonínem Hillebrandtem a stal se letním sídlem Alberta Sasko-Těšínského a arcivévodkyně Marie Kristiny, uherských místodržících. Z této doby pocházejí rovněž fresky z dílny Franze Antona Maulbertsche.
Zámek byl od roku 1955 v držení barona Pavla Waldbott-Bassenheima (pokračovatele Habsburků), jenž si pronajal zemské panství. Zámek, včetně vinařství a vinných sklepů, byl po smrti Waldbott-Bassenheima roku 2008 obhospodařován jeho synovcem a adoptivním synem Markusem Königsegg-Aulendorfem a jeho ženou Philippou, rozenou Waldburg-Zeil-Hohenems. Prostory zámku jsou využívány jako výstavní síně a jsou místem konání koncertů Halbturner Schlosskonzerte.